# Deadline Hollywood
 For alternative betydninger, se Deadline. (Se også artikler, som begynder med Deadline)
Deadline Hollywood, også kendt som Deadline.com og tidligere som nyhedsbloggen Deadline Hollywood Daily, er et amerikansk online magasin, der blev skabt af Nikki Finke i 2006. Siden 2009 ejes det af Jay Penske og er en del af Penske Media Corporation. Siden fokuserer på underholdningsindustrien og opdateres flere gange dagligt.

## Historie
Finke begyndte at skrive hendes spalte Deadline Hollywood i LA Weekly i juni 2002. I 2006 startede hun bloggen Deadline Hollywood Daily (DHD) som en online udgave af hendes spalte. I 2009 solgte hun DHD til Mail.com Media for et angiveligt syvcifret beløb med den aftale, at hun hyrede en ekstra skribent men forblev sidens redaktør. I september 2009 blev adressen ændret til deadline.com og sidens navn til Deadline Hollywood, med planer om yderligere byer, herunder New York and London.
I 2010 hyrede Nikke Finke Varietys reporter Mike Fleming Jr. (nu "vicechefredaktør, film") til at redigere den nye udvidelse Deadline New York, Financial Times redaktør Tim Adler til at lede Deadline London, og Nellie Andreeva, en tidligere redaktør for The Hollywood Reporter, til at lede sidens tv-dækning (som "vicechefredaktør, tv"). Finke selv forblev redaktør af Deadline Hollywood. I november 2013 forlod Finke imidlertid Deadline en år lang uenighed mellem hende selv og Penske, der havde købt Variety, et konkurrerende fagmagasin og hjemmeside.